# 費德奇涅
49°6′24″N 38°46′1″E / 49.10667°N 38.76694°E
費德奇內（烏克蘭語：Федчине）是位於烏克蘭東部的村莊，由盧甘斯克州舊比利斯克區的舒利亨卡市鎮負責管轄。該村始建於1963年，面積0.33平方公里，海拔高度136米，2001年人口126，人口密度每平方公里378.4人。